# 楊御蕃
楊御蕃（？—17世紀），字漢威，兗州府沂州人，明朝、南明軍事人物。

## 生平
楊御蕃是都督楊肇基的兒子，擔任沂州鎮撫，跟隨父親平定鄒縣、滕州的妖寇，俘獲首領夏太師，遷任曹州守備；州內有流寇黃步雲帶領數百人劫城，被他偵查得悉，率領二十名騎兵掩護襲擊，斬殺對方百多人，生禽黃步雲，歷任遊擊、靈州參將，以副總兵鎮守通州，范景文很是倚重他。
崇禎二年（1629年）後金攻打北京，他統領京營防禦，到崇禎七年（1634年）和朱大典防護祖陵。次年（1635年）張獻忠攻打鳳陽，楊御蕃與盧九德統領四川士兵三千人支援保護皇陵，崇禎九年（1636年）時劉國能從滁州進攻，他用槍砲還擊才讓對方離去。孔有德在登州叛投清朝，楊御蕃擢官總兵，統領山東軍隊，和保定總兵劉國柱、天津總兵王洪趕路前進；軍隊在新城遇到流賊，王洪逃走，他力拒未勝出，突圍到萊州，與韓璽協助巡撫徐從治、謝璉守城。賊人拉著西洋大砲挖洞攻城，他投火灌水入洞，殺死無數敵軍，又命令死士掩護毀壞砲台。堅守五十天後，徐從治中砲而死，孔有德假裝投降，謝璉主張招撫，令他一同出城。他堅持不可以，說：「軍人知道殺賊，怎知到招撫！」謝璉出城後果然被對方擒拿，他更加固守萊州；到七月十朝廷加他官為都督同知，改鎮登萊。
同年九月，張獻忠再次攻打鳳陽，楊御蕃和朱大典在祖陵列陣，流寇不敢侵犯；張獻忠計劃順流東下，他用烽火通知淮揚和南京，隨范景文守備，留都得以安寧。崇禎十二年（1639年）他調官山東，次年（1640年）流寇攻入濮州，他連同參將馬岱合共斬殺五千人，再次年（1641年）剿滅曹州及濮州的盜寇，屯駐臨清，與張汝行駐在通州、天津；東阿降寇李青山在東平殺掠，他率領萬人到東平責罵要求賠償，不久誘降對方擒獲而獻俘。崇禎十五年（1642年）清兵南下，他在沂州擊敗敵軍；弘光帝繼位，晉官太子太傅、左都督，統領京營，到南京失陷後被抓獲，投降清朝。

## 引用
1. 1 2  錢海岳《南明史·卷三十九·列傳第十五》：楊御蕃，字漢威，沂州人。都督肇基子。任沂州鎮撫。從平妖寇鄒、滕，禽夏太師，遷曹州守備。州有黃步雲引眾數百劫城，御蕃偵知，以二十騎掩擊，斬百級，生禽之。歷遊擊、靈州參將，以副總兵鎮通州，范景文倚重之。
2. ↑  錢海岳《南明史·卷三十九·列傳第十五》：崇禎二年，清兵攻北京，統京營防堵。七年，與朱大典護祖陵。八年，張獻忠攻鳳陽，與盧九德統川兵三千援剿，護皇陵。九年，劉國能自滁州潰犯陵，以銃拒之，寇解去。孔有德反登州，擢總兵，盡將山東兵。與保定總兵劉國柱、天津總兵王洪兼程進，遇賊新城。洪先走，御蕃力拒不勝，突圍入萊州，與韓璽助巡撫徐從治、謝璉城守。賊輦西洋大礮日穴城，城多頹。御蕃投火灌水，穴者死無算，使死士時出掩擊，毀其礮臺，斬獲多。凡堅守五十餘日不下，從治中礮死，有德偽降，璉主撫，令同出城。御蕃不可，曰：「將家子知殺賊，何知撫事！」璉出果見執，御蕃益固守。七月，加都督同知，改鎮登、萊。
3. ↑  錢海岳《南明史·卷三十九·列傳第十五》：九年〔月〕，獻忠復攻鳳陽，同大典列陣陵下，寇不敢犯。獻忠將順流東下，烽火通淮、揚、南京，隨景文守禦，留都以安。十二年，調山東。十三年寇攻濮州，與參將馬岱斬合斬五千級。十四年，剿曹濮寇，屯臨清，與張汝行駐通州、天津。東阿降寇李青山殺掠東平，以萬人至東平，詰責賠償，已誘降之，而執以獻俘。十五年，清兵南牧，逆擊沂州破之。安宗立，晉太子太傅、左都督，領京營。南京亡被執，降於清。